# Chicago Police Department
Il Chicago Police Department, abbreviato in CPD, è il Dipartimento di Polizia di Chicago, Illinois, il principale organo di pubblica sicurezza responsabile per la città di Chicago, negli Stati Uniti. Posto sotto la giurisdizione del Sindaco di Chicago, è uno dei più antichi dipartimenti di polizia degli Stati Uniti, risalente al 1837.

## Struttura organizzativa
Il dipartimento è comandato da un sovrintendente, coadiuvato da due assistenti che lo informano quotidianamente delle operazioni svolte. Il sovrintendente coordina 4 principali divisioni interne:
- Divisione per i Servizi Amministrativi (Bureau of Administrative Services - BAS)
- Divisione per i Servizi Investigativi (Bureau of Investigative Services - BIS)
- Divisione Pattugliamento (Bureau of Patrol - BOP)
- Divisione per gli Standard Professionali (Bureau of Professional Standards - BPS)

La dislocazione sul territorio consta di 25 stazioni di polizia (police districts) dirette da un Comandante (Commander), che coordina le operazioni del distretto assegnato. Questi distretti svolgono funzioni investigative locali, ma soprattutto hanno il compito di controllare la zona della città assegnata, mediante pattuglie su auto e su moto; ad ogni distretto è infatti assegnato un certo numero di veicoli in colori d'istituto (marked vehicles) e in colori di serie (unmarked vehicles)
I comandanti dei distretti sono tenuti a rendere conto delle attività svolte all'Assistente del Sovrintendente per le Operazioni, attraverso un preciso iter dipartimentale che interessa il capo dell'ufficio pattugliamento e il vice-sovrintendente del medesimo ufficio.

### Divisione per i Servizi Investigativi
I compiti investigativi e d'indagine sono svolti dalla Divisione per i Servizi Investigativi (Bureau of Investigative Services - BIS), che si articola in una Divisione Investigativa (Detective Division), in una Divisione d'Intelligence Anti-terrorismo (Counterterrorism and Intelligence Division), e in una Divisione Crimine Organizzato (Organized Crime Division - OCD).
- La divisione investigativa comprende le cinque Divisioni Investigative di Zona (Area Detective Divisions), la Cold Case Unit (un'unità che si occupa di casi estremamente importanti e/o complessi), l'Unità Ricercati (Fugitive Apprehension Unit), la Major Accidents Investigation Section (che si occupa degli eventi più rilevanti) e la Forensic Service Section (la sezione legale), che comprende un laboratorio mobile di analisi criminale (Mobile Crime Lab of Forensic Investigators) e due Evidence Technicians Units (le unità addette alle prove d'indagine), una per il nord e una per il sud della città.
- La divisione d'intelligence anti-terrorismo comprende un centro per il dispiegamento di forze (Deployment Operations Center Section), l'Unità d'Intelligence (Intelligence Section), la Sezione di Sicurezza Aeroportuale (Airport Law Enforcement Section), la Sezione Trasporto Pubblico (Public Transportation Section) e la Sezione Bombe e Incendi Dolosi (Bomb-Arson Section).
- La divisione contro il crimine organizzato comprende l'Unità Anti-droga (Narcotics Section), un'unità investigantiva anti-gang (Gang Investigation Section), una sezione per la lotta contro le bande (Gang Enforcement Section) e una sezione contro il crimine organizzato in generale (droga, prostituzione, pornografia, ecc.), la Vice Control Section.

Quindi le indagini a Chicago vengono svolte da cinque divisioni investigative di zona, ciascuna retta da un Comandante (Commander). La zona 1 (Wentworth) ha competenza sull'area sud di Chicago, la zona 2 (Calumet) sull'area sud-ovest, la zona 3 (Belmont) sull'area nord, la zona 4 (Harrison) sull'area ovest e la zona 5 (Grand Central) sull'area nord-ovest.

### Divisione Pattugliamento

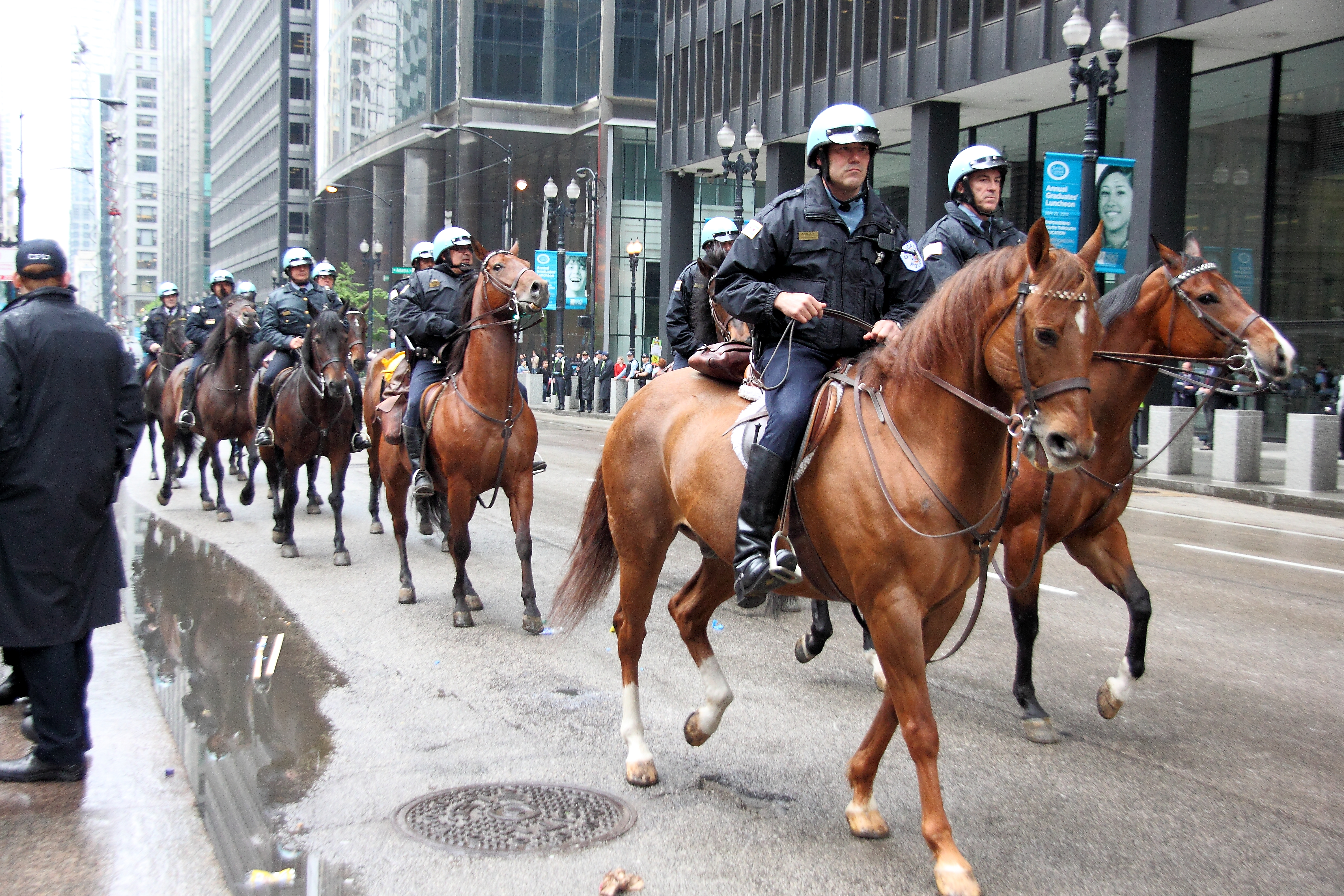
Pattuglie di agenti a cavallo

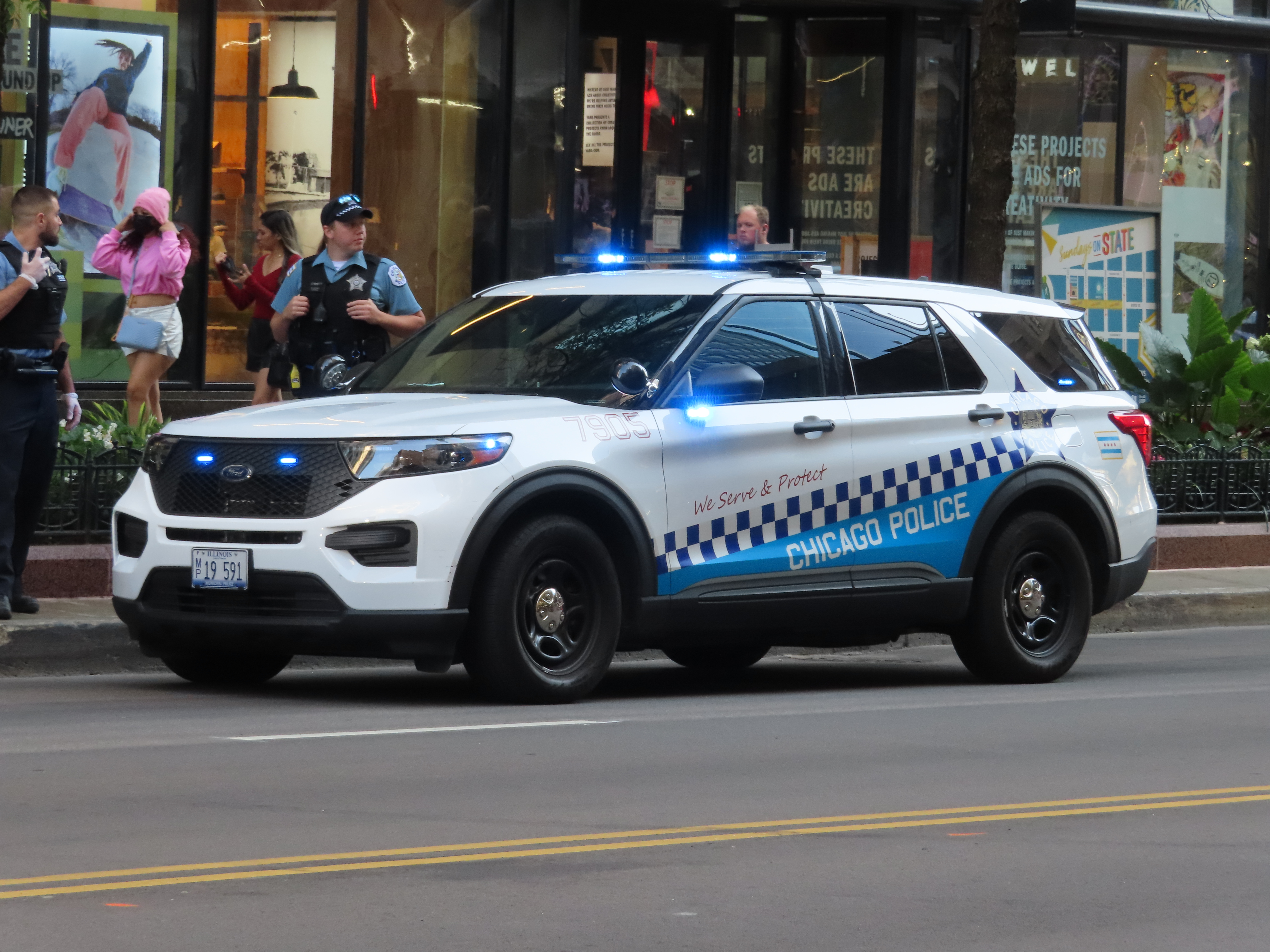
Volante del CPD in azione

Questa divisione è articolata, come detto, in 25 stazioni di polizia poste in tutta l'area di Chicago. Sono inoltre compresi in questa sezione la Targeted Response Unit e la Mobile Strike Force (che individuano aree potenzialmente pericolose ed allesiscono in breve tempo le misure necessarie, un team SWAT, addestrato per operazioni ad alto rischio e liberazione di ostaggi, composto attualmente da 70 agenti, una sezione di Polizia Stradale (Traffic Section), un'unità cinofila (Canine o K-9 Unit), un'unità a cavallo (Mounted Unit) con 30 equini, e una Sezione Aerea e Marina (Marine/Helicopter Unit) con 9 imbarcazioni.

### Gradi
| Denominazione originale                                                                                                | Mostrine | Traduzione italiana                                                                                              |
| --- | -------- | --- |
| Superintendent of Police                                                                                               |          | Sovrintendente di Polizia                                                                                        |
| Assistant Superintendent                                                                                               |          | Assistente del Sovrintendente                                                                                    |
| Deputy Superintendent                                                                                                  |          | Vice-Sovrintendente                                                                                              |
| Chief |          | Capo (di reparto)                                                                                                |
| Assistant Deputy Superintendent                                                                                        |          | Assistente del Vice-Sovrintendente                                                                               |
| Assistant Deputy Superintendent/Executive Assistant to the Superintendent                                              |          | Assistente esecutivo del Sovrintendente                                                                          |
| Deputy Chief |          | Vice-Capo |
| Commander, Coordinator, Director, Administrative Assistant to the Superintendent & Administrator of Personnel Services |          | Comandante, Coordinatore, Direttore, Assistente Amministrativo del Sovrintendente & Amministratore del Personale |
| Captain |          | Capitano |
| Lieutenant/Inspector                                                                                                   |          | Tenente/Ispettore                                                                                                |
| Sergeant |          | Sergente |
| Police Officer/Assigned Detective                                                                                      |          | Agente/Investigatore (un agente con compiti investigativi)                                                       |
| Field Training Officer                                                                                                 |          | Agente Supervisore (agente esperto responsabile dell'addestramento di agenti più giovani)                        |
| Police Officer |          | Agente |

### Stipendio
Lo stipendio-base di un agente semplice è di 43.104 dollari annui (circa 32.000 euro): dopo un anno di servizio tale stipendio viene aumentato a 55.723 dollari (circa 41.400 euro), e dopo 18 mesi viene aumentato ulteriormente a 58.896 dollari (circa 43.700 euro). Logicamente, più alto è il grado di un poliziotto, più elevata è anche la sua paga. In aggiunta, gli agenti del CPD ricevono ogni anno 1.800 dollari (1.330 euro) per la gestione delle uniformi e del vestiario di servizio, e 2.920 dollari (2.150 euro) come retribuzione degli straordinari, visto che in alcune circostanze è richiesto il servizio notturno e la disponibilità nelle emergenze. Il denaro che avanza è a disposizione degli agenti.

## Demografia

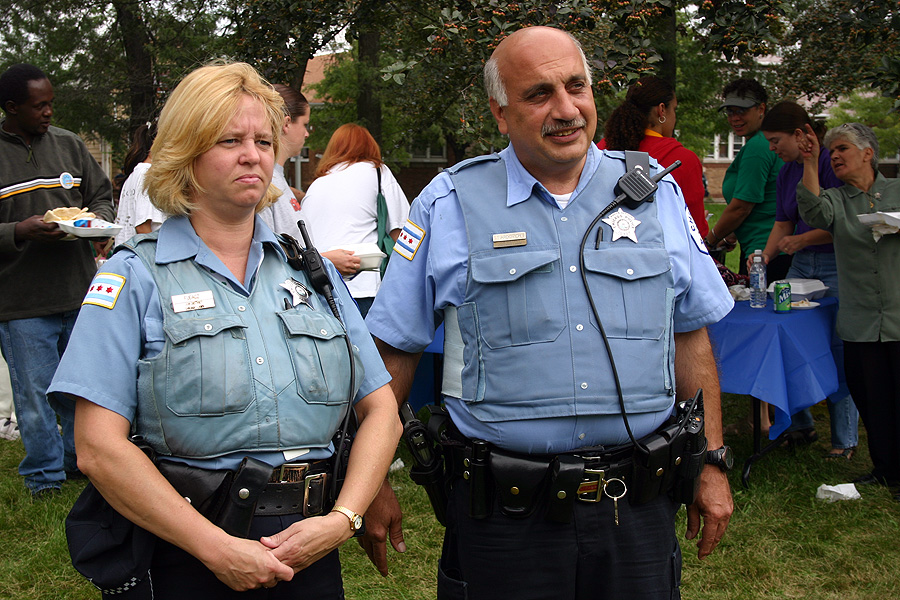
Due agenti del CPD in servizio a Marquette Park.

- Uomini: 70%
- Donne: 30%
- Caucasici: 49%
- Afroamericani: 29%
- Ispanici: 19%
- Altro: 3%